# Olavi Talja
Olavi Talja (Olavi Anselmi Talja; * 20. März 1925 in Jääski; † 17. Dezember 1994 in Lahti) war ein finnischer Sprinter und Mittelstreckenläufer.
Bei den Olympischen Spielen 1948 in London schied er über 400 m im Vorlauf aus und wurde Vierter in der 4-mal-400-Meter-Staffel.
1952 kam er bei den Olympischen Spielen in Helsinki über 800 m nicht über die erste Runde hinaus.

## Persönliche Bestzeiten
- 400 m: 49,5 s, 1948
- 800 m: 1:52,6 min, 1950